# Hoplodino continentalis
Hoplodino continentalis is een hooiwagen uit de familie Podoctidae.